# Baltički romski jezik
Baltički romski jezik (ISO 639-3: rml), jedan od sedam romskih jezika kojim govori preko 58 000 ljudi, uglavnom u Poljskoj (30 000) u baltičkom području ali i susjednim predjelima uz Baltik, u Litvi, 8 000 u Latviji, te nešto u Rusiji, Bjelorusiji, Estoniji i Ukrajini.
Etnički su poznati pod nekoliko imena među kojima se razlikuju etničke grupe Rúska Romá u sjevernoj Rusiji, Lotfítka Romá u zapadnoj Latviji i Estoniji, Lajenge Romá u istočnoj Estoniji i Pólska Foldítka, a govore svaka svojim dijalektima.

## Vanjske poveznice
- Ethnologue (14th)
- Ethnologue (15th)